# Coeliccia lieftincki
Coeliccia lieftincki – gatunek ważki z rodziny pióronogowatych (Platycnemididae). Endemit Jawy; występuje nad strumykami na leśnych bagnach.